# Azygoskontinuität

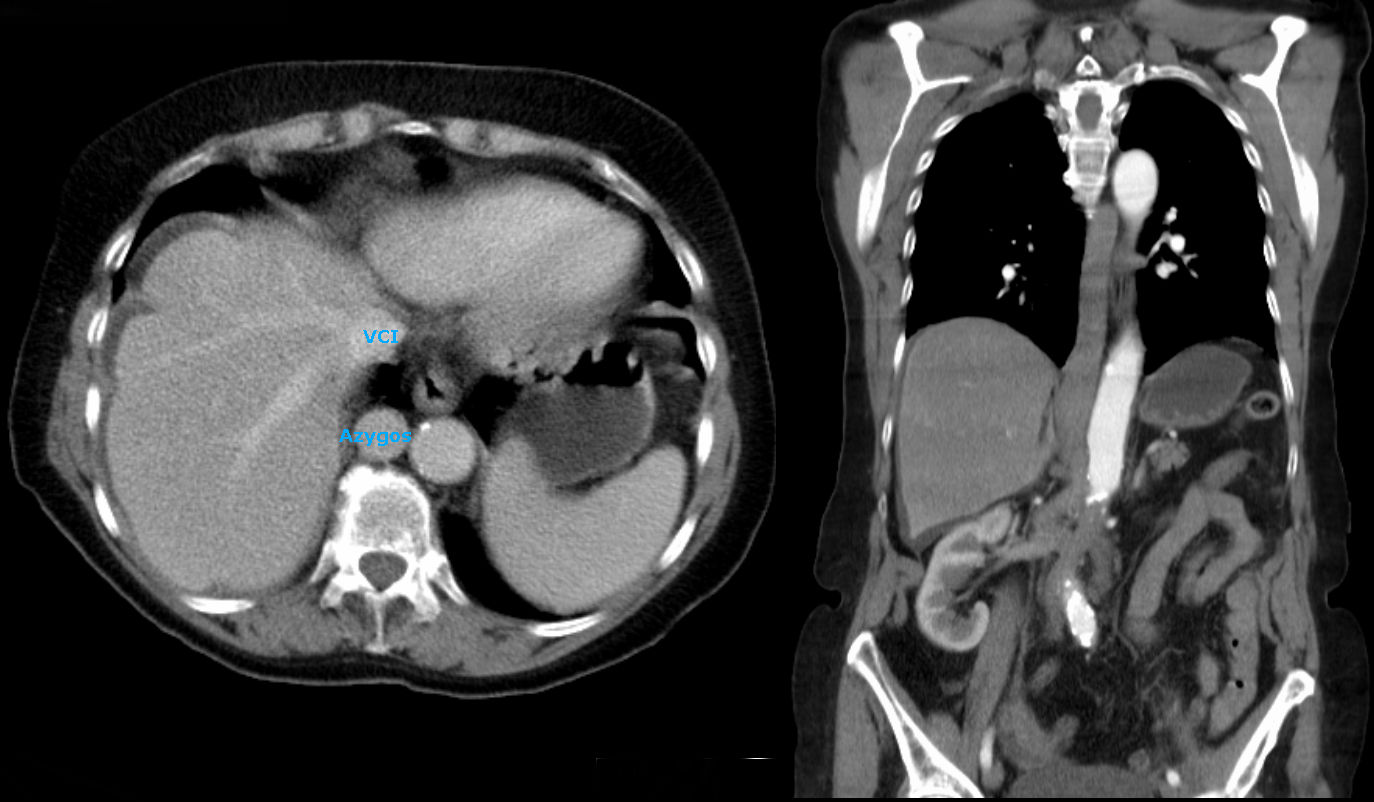
Azygoskontinuität der V. cava inferior in der Computertomographie links axial mit Darstellung des Venensterns der Leber (im Prinzip normal) und der deutlich erweiterten V. azygos. Bild auch mit Cavathrombose vereinbar, bei der die Umleitung über die Azygos erfolgt. Rechts coronar mit Darstellung des Zusammenflusses von Nierenvenen (in diesem Schnitt nur rechte angeschnitten) und Vv. iliacae. (Arterielle Kontrastmittelphase, daher ist die Aorta deutlich heller.)

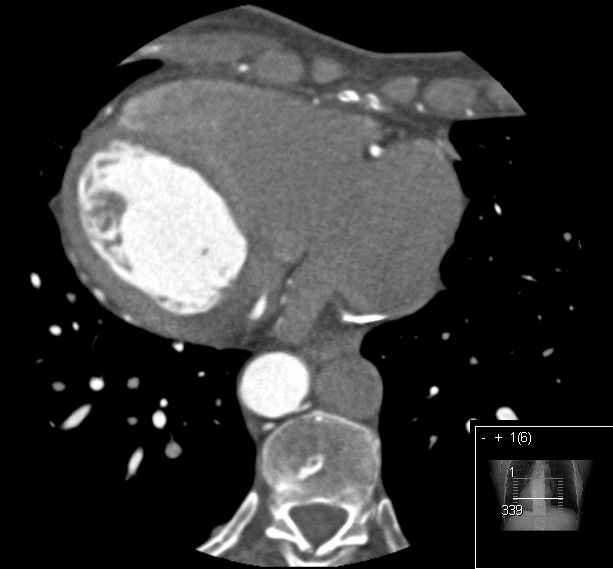
Azygoskontinuität bei einem Patienten mit Situs inversus. Darstellung der nicht kontrastierten deutlich erweiterten V. azygos neben der kontrastierten Aorta in einer CT-Untersuchung der Koronarien.

Die Azygoskontinuität der Vena cava inferior gehört zu den angeborenen Fehlanlagen des venösen Abstroms aus der unteren Körperhälfte. Die Vena cava inferior ist nicht durchgängig vorhanden, sondern es fehlt das Segment zwischen der Leber und den Nieren. Die Lebervenen drainieren wie bei der normalen Anatomie über ein kurzes hepatisches Segment nahezu direkt in den rechten Vorhof. Die Nierenvenen münden jedoch mit dem infrarenalen Segment der Vena cava inferior in die Vena azygos, die aufgrund des vermehrten Blutflusses deutlich weiter als normal ist. Diese mündet dann nach normalem Verlauf in die Vena cava superior. Es gibt eine Reihe von Variationen mit jeweils unterschiedlich ausgebildeten Gefäßabschnitten.

## Historie
Beschreibungen dieser anatomischen Besonderheit in Kombination mit weiteren Fehlbildungen findet man von John Abernethy bereits von 1793.

## Entstehung
Es wird vermutet, dass ein Fehlen der Anastomose zwischen rechter Subkardinalvene und Lebervenen zu einer Atrophie der Subkardinalvene führt.

## Häufigkeit
Bei Patienten ohne diesbezügliche Beschwerden wird die Anomalie gelegentlich als Zufallsbefund in Schnittbilduntersuchungen entdeckt. Die Prävalenz wird mit 0,6 % angegeben. Häufiger tritt die Azygoskontinuität im Rahmen eines Heterotaxiesyndroms auf.

## Klinische Bedeutung
Ob mit der Fehlanlage auch Symptome verbunden sind und somit ein Krankheitswert vorliegt, hängt davon ab, ob die vorhandenen Umgehungskreisläufe ausreichend sind, den Rückfluss zum Herz zu gewährleisten. Ansonsten sind Thrombosen und anderen Folgen eines chronischen Rückstaus wie z. B. Varizen zu beobachten. Beim Auftreten im Rahmen eines Syndroms können auch anderen Fehlbildungen z. B. des Herzens im Vordergrund stehen.